# Baños de Tajo
Baños de Tajo ist ein Ort und eine Gemeinde (municipio) mit 14 Einwohnern (Stand: 2024) im Osten der Provinz Guadalajara in der Autonomen Gemeinschaft Kastilien-La Mancha in Zentralspanien.

## Lage und Klima
Baños de Tajo liegt im Iberischen Gebirge in einer Höhe von 1250 m. Die Entfernung zur westsüdwestlich gelegenen Provinzhauptstadt Guadalajara beträgt ca. 90 Kilometer (Fahrtstrecke). Das Klima ist warm und gemäßigt; Niederschlag (581 mm/Jahr) fällt vor allem im Winter.

## Bevölkerungsentwicklung
| Jahr      | 1960 | 1970 | 1981 | 1991 | 2001 | 2011 | 2021 |
| Einwohner | 177  | 82   | 42   | 34   | 27   | 18   | 21   |

## Sehenswürdigkeiten
- Michaeliskirche